# Kaifūsō
El Kaifūsō (懐風藻?) es la colección más antigua de poesía china escrita por poetas japoneses, compilada en japonés antiguo.
Fue compilado por un anónimo en 751. En la breve introducción de la obra, el anónimo demuestra su simpatía al Emperador Kōbun y sus regentes que fueron derrocados en 672 por el Emperador Tenmu, al octavo mes de su reinado. Por esta simpatía, tradicionalmente se ha acreditado a Awami Mifune, bisnieto del Emperador Kōbun.
La obra consiste de 120 poemas escritos por 64 poetas en un estilo elegante de la poesía popular en la China del siglo VIII. La mayoría de los poetas son príncipes imperiales y regentes de alto rango, tales como el Príncipe Ōtsu. Dieciocho poetas del Kaifūsō, incluyendo al Príncipe Ōtsu, también escribieron poemas en la antología posterior del Man'yōshū.
En el momento de la compilación del Kaifūsō, la poesía china tenía mayor importancia en la literatura japonesa que el waka, y los caracteres chinos eran usados en documentos oficiales. Las obras compiladas fueron leídas en público.